# Calypso Rose
Calypso Rose (sinh ngày 27 tháng 4 năm 1940, Làng Bethel, Tobago) là một người nước ngoài gốc Tobago. Cô bắt đầu viết bài hát từ năm 15 tuổi; Trong những năm qua, cô đã sáng tác hơn 800 bài hát và thu âm hơn 20 album khác nhau. Được coi là "mẹ của calypso ", Rose là ngôi sao nữ đầu tiên và lời bài hát của cô thường xuyên đề cập đến các vấn đề xã hội như phân biệt chủng tộc và phân biệt giới tính. Cô đã nhận được mọi giải thưởng dành cho các nghệ sĩ sống ở vùng biển Caribbean.
Cô hiện đang cư trú tại Queens, New York và thường xuyên trở lại Trinidad và Tobago ngoài việc đi lưu diễn.

## Niên thiếu
Calypso Rose, sinh ra là Linda McCartha Monica Sandy-Lewis hoặc McCartha Linda Sandy-Lewis, lớn lên tại một ngôi làng nhỏ trên đảo Tobago, một trong hai hòn đảo Caribbean tạo thành Trinidad và Tobago, nơi sinh của calypso. Cô sống với bố mẹ và mười anh chị em của mình trong một căn nhà hai phòng ngủ cho đến khi cô chín tuổi, lúc đó cô đến sống với một người dì và chú trên hòn đảo Trinidad lân cận đó. Cha của cô là một nhà thuyết giáo và là một nhà lãnh đạo của Bí tích Rửa tội Tâm linh. Gia đình cô rất truyền thống và ban đầu phản đối việc cô hát trong lều Carnival bởi không theo nghiệp cha.

## Nghề nghiệp
Đi du học vào năm 1963, Rose đến các đảo Caribbean từ Grenada đến St. Thomas. Cô đã giành chiến thắng trong cuộc thi Calypso King ở St. Thomas với bản thu âm đầu tiên, Hợp tác. Đây là lần đầu tiên một người phụ nữ được trao danh hiệu. Năm 1964, cô quyết định cống hiến cuộc đời cho sự nghiệp âm nhạc. Mặc dù ban đầu được gọi là Crusoe Kid, cô đã được đặt tên là Calypso Rose bởi Mighty Spoiler và các thành viên trại sáng tác Carnival.
Năm 1966, Rose đã viết bài hát "Fire in Me Wire", chiếc calypso đầu tiên đã hoạt động hai năm liên tiếp tại Trinidad Carnival. Cô đã biểu diễn cùng Bob Marley & Wailers tại Grand Ballroom ở thành phố New York năm 1967  và lưu diễn cùng anh ta ba lần trong những năm 1970 của thế kỷ trước.
Năm 1978, danh hiệu của cuộc thi Trinidad Road March đã được đổi thành Calypso Monarch để vinh danh cô. Từ năm 1983, Rose sống ở New York. Vào tháng 10 năm 1996, cô đã trải qua phẫu thuật ung thư vú. Năm 1998, cô trải qua điều trị bệnh ác tính ở dạ dày, cũng là một loại ung thư.
Cô là chủ đề của một bộ phim tài liệu (Calypso Rose, Lioness in the Jungle) năm 2011.
Năm 2015, ca sĩ người Pháp Manu Chao đã phát hiện ra tác phẩm của mình và cùng với Ivan Duran sản xuất album Far From Home. Album đã giành giải thưởng Album nhạc thế giới năm 2017 tại lễ trao giải âm nhạc Pháp Les Victoires de la Musique và được trao tặng danh hiệu bán bạch kim tại Pháp, buổi ra mắt cho bất kỳ nghệ sĩ nào từ Trinidad và Tobago được vinh dự nhờ cô.
Một bản tổng hợp, Calypso Rose, Queen of Calypso trong 40 năm!, của cô đã được phát hành vào năm 2016.
Năm 2019, Rose biểu diễn tại Coachella, đánh dấu lần đầu tiên một nghệ sĩ biểu diễn calypso chơi trọn bộ tại lễ hội. Ở tuổi 78, cô trở thành người biểu diễn lâu đời nhất của lễ hội cho đến nay.

## Danh sách đĩa hát
- 1969: Nữ hoàng của thế giới Calypso
- Năm 1972: Quần nóng gợi cảm
- 1977: Hoàng thượng Calypso Rose
- 1977: Hành động chặt chẽ
- 1978: Sốt hàng loạt
- 1979: Chúng tôi khuấy động lễ hội
- 1980: Ah không thể đợi
- 1981: Thánh lễ tại California
- 1983: Hoa hồng đi Soca không giới hạn
- 1984: Rắc rối
- 1985: Pan trong thị trấn
- 1986: Bước ra
- 1987: Trên đỉnh thế giới
- 1987: Chúng tôi
- 1989: Vụ nổ Soca
- 1990: Linh hồn bốc cháy
- 1992: Rosie Doh làm tổn thương Dem
- 1993: Phá vỡ rào cản âm thanh
- 1993: Soca Diva
- 2008: Hoa hồng Calypso (Làng thế giới)
- 2016: Xa nhà (Vì âm nhạc)
- 2018: Calypso! (Vì âm nhạc)

## Giải thưởng và danh dự
- 1978: Giải thưởng cho thành tựu chưa từng có của một người Calypsonia từ Liên minh Trinidad và Tobago của Hoa Kỳ [19][20]
- 1978: Giải thưởng Thành tựu nổi bật dành cho Quốc vương Ba vương Calypso đầu tiên của Thế giới do Hiệp hội từ thiện Tobago [20]
- 1979: Giải thưởng cho sự đóng góp to lớn cho văn hóa của Hội đồng văn hóa và nghệ thuật Caribbean [20]
- 1982: Rose được mệnh danh là công dân danh dự của Quebec vào năm 1982 để ghi nhận công việc của cô nhằm nâng cao nhận thức quốc tế của đất nước trên mặt trận văn hóa
- 1983: Nữ Calypsonia hàng đầu của Viện Smithsonian, Washington DC [19][20]
- 1985: Giải thưởng Nghệ sĩ thu âm nữ xuất sắc nhất của CEI [19][20]
- 1986: Công nhận thành tựu trong tiến bộ của con người từ các công dân quan tâm của tổ chức Liberia [20]
- 1988: Lòng biết ơn và sự khen thưởng cho sự phát triển của nghệ thuật và văn hóa ở Belize bởi Hội đồng nghệ thuật quốc gia của Quebec [20]
- 1988: Được bổ nhiệm làm Đại sứ Văn hóa hàng đầu của Hiệp hội Ngày Tây Ấn [20]
- 1989: Giải thưởng Nhân đạo của Giải thưởng Âm nhạc Ánh Dương [20]
- 1989: Công nhận đóng góp cho steelpan bởi Giải thưởng âm nhạc Calypso và Steelband [20]
- 1989: Bài hát hay nhất của Đảng Âm nhạc Ánh dương [20]
- 1989: Ca sĩ nữ xuất sắc nhất của Giải thưởng Âm nhạc Ánh Dương [20]
- 1990: Giải thưởng Thành tựu trọn đời của Nafeita [20]
- 1991: Giải thưởng Nữ xuất sắc trong lĩnh vực âm nhạc của Ủy ban hành động phụ nữ quốc gia [19][20]
- 1991: Người phụ nữ xuất sắc nhất ở Trinidad và Tobago của Ủy ban Hành động Phụ nữ Quốc gia [19][20]
- 1993: Được giới thiệu vào Đại lộ Danh vọng Tobago với tư cách là thành viên điều lệ [19][20]
- 1993: Được vinh danh bởi thị trưởng của St. Catharines, Ontario, Canada, với các chìa khóa của Thành phố [21]
- 2011: Giải thưởng Thành tựu trọn đời Lễ hội Châu Phi [22]
- 2014: Tiến sĩ danh dự - Đại học Tây Ấn 2014
- 2016: Giải thưởng Nghệ sĩ của năm của WOMEX [23]
- 2017: Far From Home của Calypso Rose đã giành chiến thắng trong cuộc thi Album âm nhạc thế giới của năm tại lễ trao giải âm nhạc thường niên lần thứ 32 của Pháp, Les Victoires de la Musique [24][25]
- 2017: Huân chương Cộng hòa Trinidad và Tobago, vinh dự cao nhất trong cả nước [1][26]

## Phim
- 1979 - Giờ Bắc cực
- 1991 - Một tay không vỗ tay
- 2011 - Calypso Rose: Lioness of the Jungle